# Palacio de Monserrate

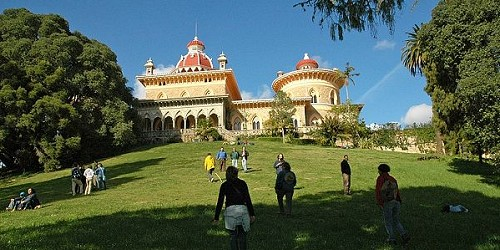
Vista de los jardines del palacio de Monserrate.

El Palacio de Monserrate es un sugestivo palacete romántico mandado construir como  quinta de veraneo familiar por Francis Cook, I vizconde de Monserrate, un ciudadano inglés que hizo su fortuna en la industria textil. La obra fue dirigida por el arquitecto James Knowles en 1858, sobre las ruinas de una mansión neo-gótica anterior construida por el comerciante inglés Gerard de Visme. Uno de los célebres visitantes del palacete original fue el poeta Lord Byron en 1809 quien describe su belleza en Las peregrinaciones de Childe Harold.
Fue clasificado Inmueble de Interés Público en 1978 por el estado portugués y Paisaje Cultural Patrimonio de la Humanidad por la UNESCO en 1995 como parte del conjunto de la Sierra de Sintra. Se encuentra en el Concejo de Sintra (Distrito de Lisboa), y constituye uno de los más interesantes ejemplos de arte romántico portugués. Presenta una gran torre circular, cúpulas bulbosas y temas exóticos en la decoración.
En sus alrededores se encuentra el parque de Monserrate, 33 hectáreas de exuberantes árboles centenarios, jardines exóticos y temáticos (Mexicano, Japonés, Rosaleda), un valle de helechos (con numerosos especímenes del denominado helecho arbóreo), la primera gran pradera de césped plantada en Portugal, una cascada, ruinas románticas, estanques y pérgolas.
Como grandes ejemplares arbóreos cabe destacar la presencia de: Araucaria de Bidwill, Araucaria heterophylla o de Northfolk y Kauri de Queensland. También cuenta con buenos ejemplares de Ciprés de los pantanos y un ejemplar espectacular de Metrosideros excelsa o árbol de hierro o árbol de Navidad de Nueva Zelanda, con abundante y llamativa floración roja a comienzos de verano.

## Notas

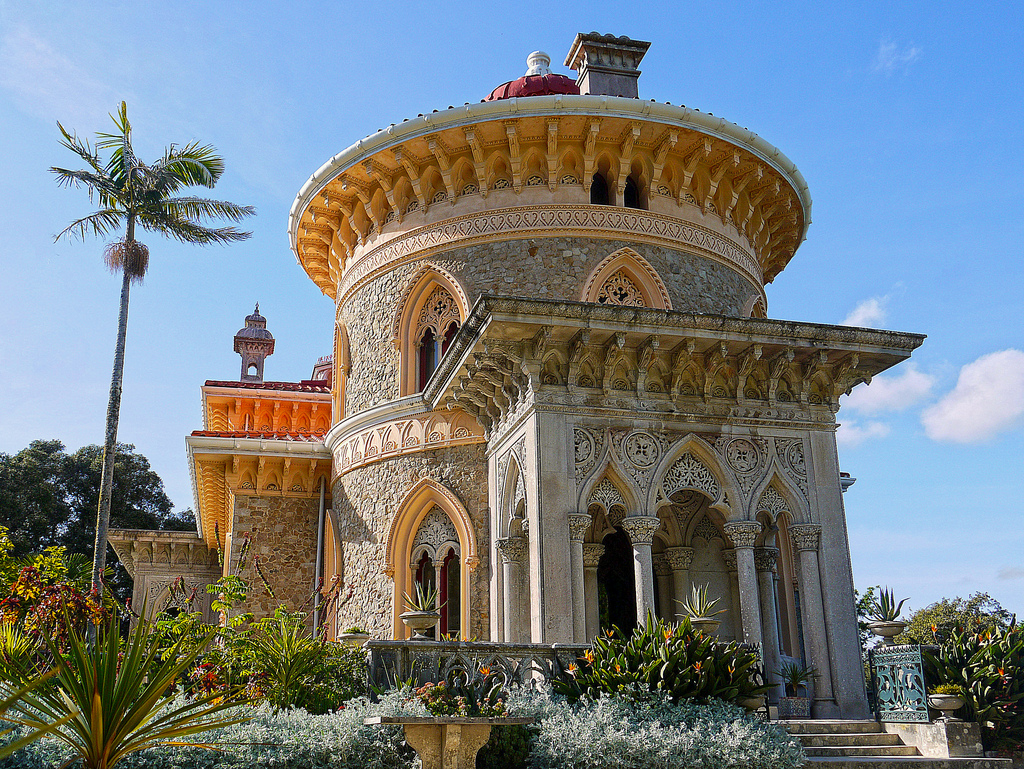
Palacio de Monserrate en la Sierra de Sintra, Portugal